# Marie Misamu
Marie Misamu Ngolo (Kinshasa, 16 de noviembre de 1974-Ibidem, 16 de enero de 2016) fue una cantante de gospel congoleña.

## Biografía
Hija de Gerard Ngolo Ndombasi y Sophie Batekila originarios de la provincia del Kongo central, Marie Misamu proviene de una familia de ocho hijos de los cuales ella fue la séptima. 
Marie comenzó a cantar a la edad de 11. Después de la escuela, sus amigos se reunieron a su alrededor para escucharla cantar. Luego ha desarrollado el estilo evangélico junto al evangelista Debaba, desde donde participó en el álbum del hermano Debaba (Musamaliya); luego ha hecho su aparición con Debaba, el álbum Nazhirea, Who's that girl fue lanzado en 1998.
Ha sido con este álbum que Marie Misamu comenzó a hacerse un nombre y disfrutó del éxito. Su voz, su repertorio, su estilo, su talento multiforme la hacen conocer mucho más allá de las fronteras del Congo. El historiador francés Sébastien Fath la ve como "una gran pionera de esta nueva historia del Evangelio africano que algún día habrá que escribir".
Para sorpresa de todos, de 41 años, murió el 16 de enero de 2016 de un accidente cardíaco después de un retiro de oración. Su desaparición despierta una gran emoción popular. Una nota del Instituto Francés de Relaciones Internacionales enfatiza que la muerte de la "famosa cantante de música cristiana" da un ejemplo sorprendente de la velocidad con que las "masas pueden movilizarse" en Kinshasa

## Discografía
- Nazhirea, Who's that Girl ? (1998)
- Vallée ya Bacca (1999)
- Ma Prière (2001)
- Béatitudes, est-ce que ? (2003)
- Mystère du Voile (2004)
- Mystère du Voile (Volume 2) (2008)
- Face B Elonga (100% Adoration) (2011)
- Mystère du Voile 3: La Résurrection (2014)

- Datos: Q22212147